# Ozmiš kagan
Ozmiš kagan (kitajsko 乌苏米施可汗, pinjin Wūsūmǐshī Kèhán) je bil predzadnji kagan Drugega turškega kaganata, * ni znano, †  6. januar 744. 

## Ozadje
Njegov oče Pan Kul Tigin je bil med vladanjem Bilge Kutlug kagana šad (guverner). Izvedel je uspešen državni udar proti Bilge Kutlug kaganu, potem pa je bil ubit v bitki z Ašina Šijem in njegovimi Basmili. Po kratkem in burnem obdobju, v katerem je  Kutlug jabgu kagan neuspešno poskušal obnoviti oblast, je bil leta 742 za novega kagana izvoljen Ozmiš. 

## Vladanje
Politika Kitajske med vladavino dinastije Tang je bila vzpostavitev vazalnih odnosov z vsemi državami severno od kitajske meje. Od Ozmiša se je pričakovalo, da bo tudi on postal kitajski vazal. Ozmiš se je sprva strinjal, da bo obiskal dvor cesarja Šuandzonga in se cesarju poklonil, potem pa si je premislil in poskušal ohraniti svojo neodvisnost. Njegova nepripravljenost je cesarja razjezila in cesar je zadolžil svojega generala Vang Džongsija (王忠嗣), da aretira Ozmiša. Vang Džongsi je namesto Ozmiševe aretacije organiziral koalicijo treh turških ljudstev – Basmilov, Ujgurov in Karlukov, ki so sprejeli vrhovno oblast kitajskega cesarja. Koalicija je napadla in premagala Ozmiša. On sam je pobegnil in bil kmalu zatem ponovno premagan. Leta 744 ga je Ašina Ši ubil. Gokturki so za njegovega naslednika izvolili Ozmiševega sina Kutlun bega, vendar se običajno šteje, da je po njegovi smrti gokturški imperij propadel. 